# Pont-sur-Seine
Pour les articles homonymes, voir Pont (toponyme).
Pont-sur-Seine est une commune française située dans le département de l'Aube en région Grand Est. Elle est limitrophe et équidistante à Nogent-sur-Seine et Romilly-sur-Seine. La commune fait partie de la communauté de communes du Nogentais.

## Géographie
| Marnay-sur-Seine | Barbuise, La Villeneuve-au-Châtelot | Périgny-la-Rose            |
| Saint-Aubin      | Pont-sur-Seine                      | Crancey                    |
|                  | Ferreux-Quincey                     | Saint-Hilaire-sous-Romilly |

Située sur la rive gauche de la Seine, à une altitude de 71 m environ, la commune présente une superficie voisine de 16 km2.

### Hydrographie

#### Réseau hydrographique
La commune est dans la région hydrographique « la Seine de sa source au confluent de l'Oise (exclu) » au sein du bassin Seine-Normandie. Elle est drainée par le canal de Derivation de Bernières a Conflans, la Seine, le ruisseau de Faverolles, le Fossé 01 de Sausseron, un bras de la Seine, un bras de la Seine, le Fossé 01 de Gravion, le Fossé 01 de l'Essart, le ruisseau des Gues, le ruisseau Grand Voue et divers autres petits cours d'eau,.
La Seine, un fleuve long de 775 km, coule dans le Bassin parisien et notamment dans le département de l’Aube en le traversant du sud-est au nord-ouest. Elle irrigue la commune dans sa partie nord.
Le canal de dérivation de Bernières a Conflans, d'une longueur de 13 km, prend sa source dans la commune de Conflans-sur-Seine et se jette  dans la Seine à Nogent-sur-Seine, après avoir traversé cinq communes.
Le ruisseau de Faverolles, d'une longueur de 10 km, prend sa source dans la commune de Romilly-sur-Seine et se jette  dans la Seine sur la commune, après avoir traversé quatre communes.

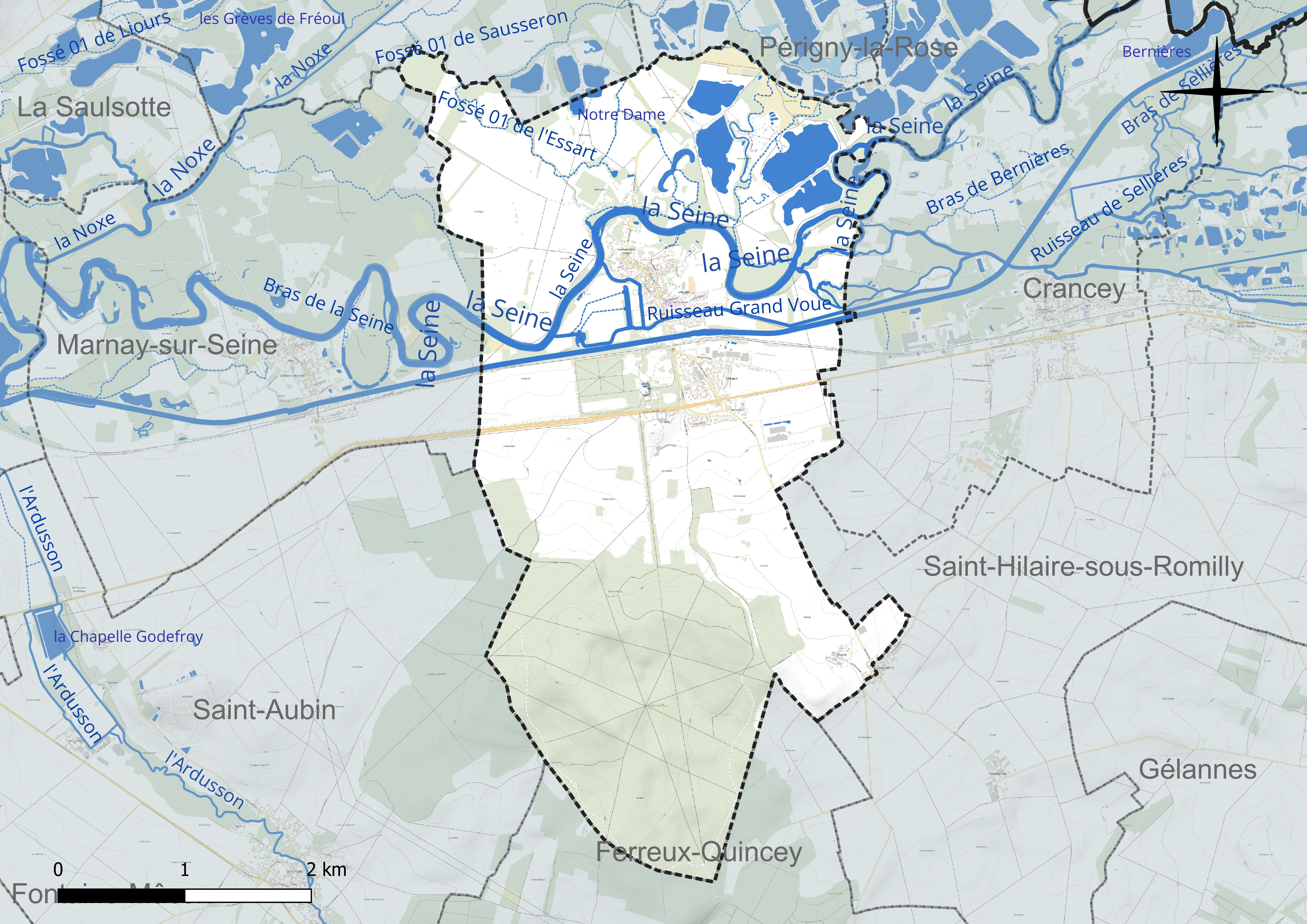
Réseau hydrographique de Pont-sur-Seine.

Deux plans d'eau complètent le réseau hydrographique : le plan d'eau 1 de la commune de Pont sur Seine (1,5 ha) et Notre Dame, d'une superficie totale de 1,6 ha (1,3 ha sur la commune),.

#### Gestion et qualité des eaux
Le territoire communal est couvert par le schéma d'aménagement et de gestion des eaux (SAGE) « Bassée Voulzie ». Ce document de planification concerne le territoire du bassin versant de l'Armançon qui s’étend sur 1 710 km2 et se répartit sur trois départements (l'Aube, l'Yonne et la Marne). Le périmètre a été arrêté le 2 septembre 2016, le diagnostic a été validé le 29 novembre 2022. La structure porteuse de l'élaboration et de la mise en œuvre est le Syndicat mixte ouvert de l’eau potable, de l’assainissement collectif, de l’assainissement non collectif, des milieux aquatiques et de la démoustication (SDDEA), dont le siège est à Troyes.
La qualité des cours d’eau peut être consultée sur un site dédié géré par les agences de l’eau et l’Agence française pour la biodiversité.

### Climat
Pour des articles plus généraux, voir Climat du Grand Est et Climat de l'Aube.
En 2010, le climat de la commune est de type climat océanique dégradé des plaines du Centre et du Nord, selon une étude du Centre national de la recherche scientifique s'appuyant sur une série de données couvrant la période 1971-2000. En 2020, Météo-France publie une typologie des climats de la France métropolitaine dans laquelle la commune est exposée à un climat océanique altéré et est dans la région climatique Nord-est du bassin Parisien, caractérisée par un ensoleillement médiocre, une pluviométrie moyenne régulièrement répartie au cours de l’année et un hiver froid (3 °C).
Pour la période 1971-2000, la température annuelle moyenne est de 10,7 °C, avec une amplitude thermique annuelle de 15,7 °C. Le cumul annuel moyen de précipitations est de 703 mm, avec 11,3 jours de précipitations en janvier et 7,6 jours en juillet. Pour la période 1991-2020, la température moyenne annuelle observée sur la station météorologique de Météo-France la plus proche, « Romilly », sur la commune de Romilly-sur-Seine à 10 km à vol d'oiseau, est de 11,2 °C et le cumul annuel moyen de précipitations est de 619,5 mm. 
La température maximale relevée sur cette station est de 42,3 °C, atteinte le 25 juillet 2019 ; la température minimale est de −25,2 °C, atteinte le 6 janvier 1971,,.
Les paramètres climatiques de la commune ont été estimés pour le milieu du siècle (2041-2070) selon différents scénarios d'émission de gaz à effet de serre à partir des nouvelles projections climatiques de référence DRIAS-2020. Ils sont consultables sur un site dédié publié par Météo-France en novembre 2022.

## Urbanisme

### Typologie
Au 1er janvier 2024, Pont-sur-Seine est catégorisée bourg rural, selon la nouvelle grille communale de densité à 7 niveaux définie par l'Insee en 2022.
Elle est située hors unité urbaine. Par ailleurs la commune fait partie de l'aire d'attraction de Nogent-sur-Seine, dont elle est une commune de la couronne,. Cette aire, qui regroupe 19 communes, est catégorisée dans les aires de moins de 50 000 habitants,.

### Occupation des sols
L'occupation des sols de la commune, telle qu'elle ressort de la base de données européenne d’occupation biophysique des sols Corine Land Cover (CLC), est marquée par l'importance des territoires agricoles (48,4 % en 2018), en diminution par rapport à 1990 (58,4 %). La répartition détaillée en 2018 est la suivante : 
forêts (31,6 %), terres arables (26,6 %), prairies (20,2 %), eaux continentales (6,5 %), zones urbanisées (5,9 %), milieux à végétation arbustive et/ou herbacée (4,3 %), espaces verts artificialisés, non agricoles (3,3 %), zones agricoles hétérogènes (1,6 %). L'évolution de l’occupation des sols de la commune et de ses infrastructures peut être observée sur les différentes représentations cartographiques du territoire : la carte de Cassini (XVIIIe siècle), la carte d'état-major (1820-1866) et les cartes ou photos aériennes de l'IGN pour la période actuelle (1950 à aujourd'hui).

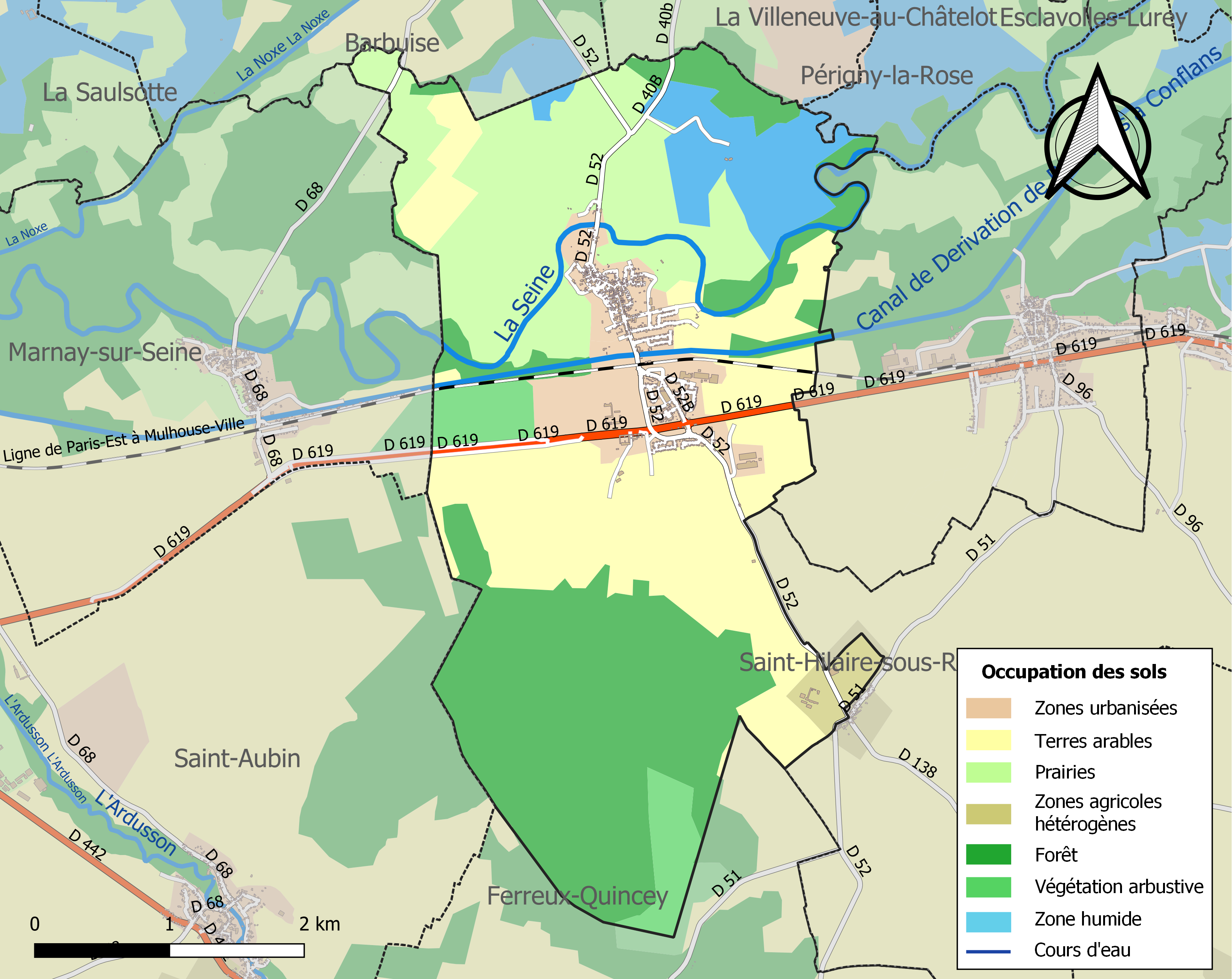
Carte des infrastructures et de l'occupation des sols de la commune en 2018 (CLC).

## Toponymie

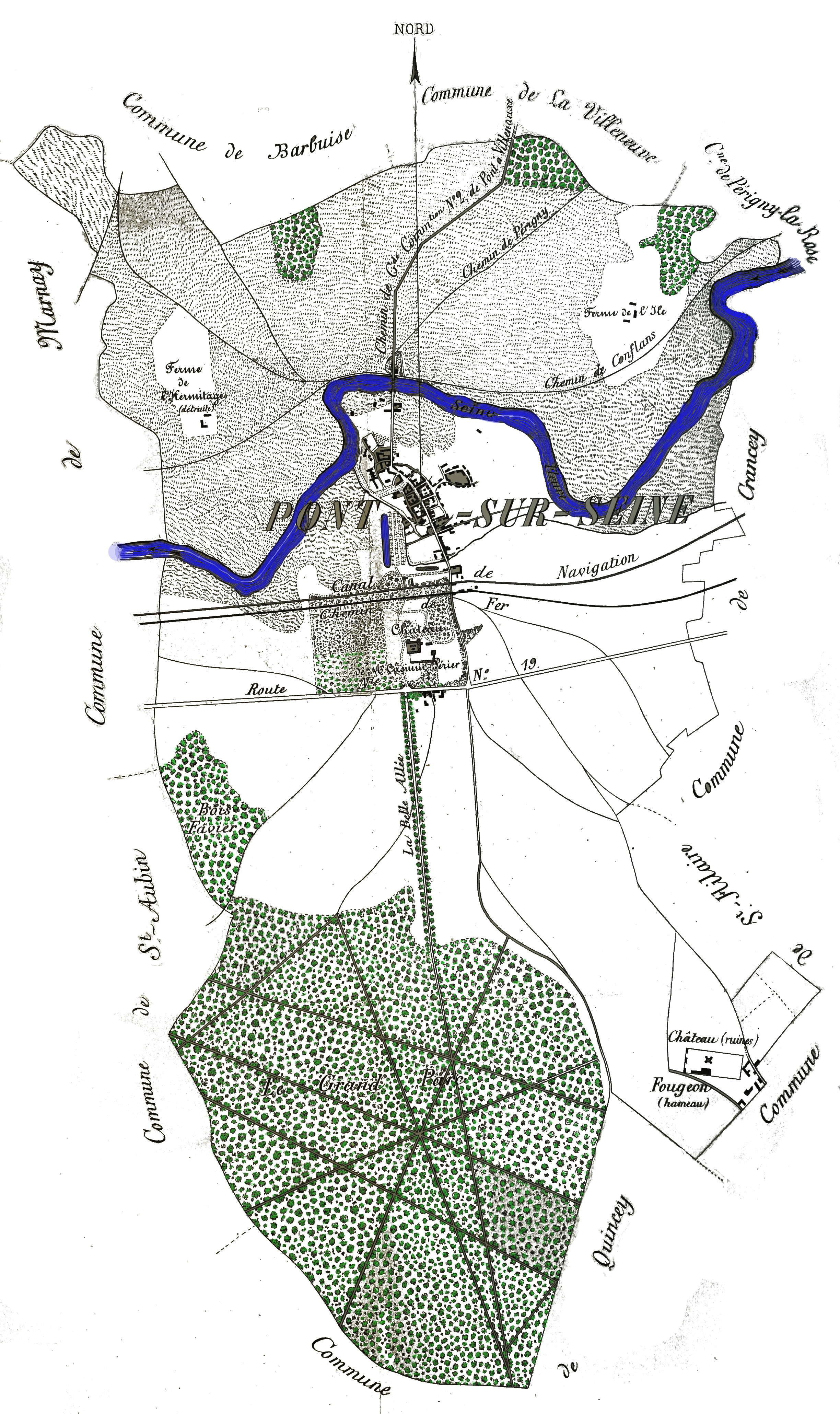
Carte de Pont au milieu du XIXe siècle.

Au VIe siècle la ville s'appelle "Duodecim Pontes" : la ville aux douze ponts ; c'est le point de passage de la grande voie romaine reliant Beauvais à Troyes. Les orthographes Pont et Pons ont longtemps cohabité, la ville s'est nommée Pont-le-Roi par ordonnance du 10 juillet 1816 jusqu'à ce que le décret du 29 janvier 1859 rétablisse l'ancien nom.
Le cadastre de 1839 cite au territoire de Pont : Arablois, Aulnay, Autels, Besançon, Bois-au-Pêcheur, bois de l'Isle et du Paraclet, le Bac, Butte, Caves, Champ-Barberon, Château, Concurrence, Ermitage, Echange, la Folie, Fougeon, Fourneau, Ferme de l'Isle, Fosse-Saint-Louis, Galilée, Garenne, Gravière, Haute-Rive, Ile-Bouchage, Ile de Jouy, Longueperte, Maison-Rouge, Maladière, Millarche, Monceau, Monte-à-Regret, Mont-Morvois, Morville, Moussot, le Parc-de-Pont, Pont-Suspendu, Possesse, la Poste, les Près, les Puis, Quincampoix, Saint-Denis, Saint-Jacques-de-l'Ermitage, Saint-Julien, Saint-Martin, Saint-Nicolas, les Salles, Sonnottes et Villeneuve.

## Histoire
Au Néolithique se dressait un bâtiment, semblable à un temple, dont l'empreinte a été retrouvée en 2009 par des archéologues de l'Inrap. Il date probablement de 3500 à 2500 av. J.-C.
La ville est d'abord aux mains de la maison de Traînel, mais avant 1170 (dès 1147 ?), le comte de Champagne en prend le contrôle, comme il met aussi la main sur Nogent-sur-Seine vers 1190.
À la fin du XIIIe siècle, après son rattachement au royaume de France (mariage de la comtesse Jeanne et du roi Philippe IV le Bel), la ville est ceinturée de murailles flanquées de tours et de fossés avec trois portes, la porte aux Halles, la porte Saint-Martin. En 1634 les habitants se plaignirent que l'entretien des murailles, ponts levis et curage des fossés absorbaient tous leurs revenus.
Pont appartient ensuite au duché de Nemours créé en 1404, avec Nogent-sur-Seine, en faveur des Évreux-Navarre, puis de leurs descendants Bourbon-La Marche, Armagnac et Foix-Navarre, et finalement aux Savoie-Nemours.
En 1623, le duc de Nemours cède Pont au roi Louis XIII, qui l'échange en 1629 à Marguerite de Guise princesse de Conti, qui lègue en 1631 à sa mère Catherine de Clèves († 1633 ; duchesse de Guise) et à ses deux frères : Charles duc de Guise et Claude duc de Chevreuse. Les Guise vendent dès 1632 à Claude Bouthillier de Chavigny, surintendant des Finances, qui construit le château (voir rubrique ci-dessous) ; ses descendants seront titrés  marquis de Pont. En 1773, vente à Mériadec de Rohan, archevêque de Bordeaux, et en 1775 à François-Xavier de Saxe, régent de Saxe, frère de la mère de Louis XVI, seigneur de Villeneuve-sur-Yonne et Chaumot. Il émigre en Suisse puis en Italie avec sa famille dès 1791. En 1789, Pont était de l'intendance et de la généralité de Paris, de l'élection de Nogent, pour le bailliage et le présidial de celui de Troyes.
En 1814, le prince de Wurtemberg incendie le château, propriété depuis 1805 de Madame, mère de Napoléon Ier, après l'avoir pillé.
De 1816 (loi du 23 juillet) par ordonnance de Louis XVIII voulant témoigner de sa satisfaction envers les habitants de Pont-sur-Seine, des preuves de dévouement qu'ils ont données le 11 février 1814, la commune, sera nommée Pont-le-Roi, en 1853 elle fut renommée Pont-sur-Seine, nom qu'elle porte depuis.
Le 8 septembre 1961 un attentat de l'OAS survient contre le véhicule du général de Gaulle lors d'un déplacement de ce dernier vers Colombey-les-Deux-Églises. Il y avait alors près de la mairie, un café-restaurant où les policiers arrêtèrent un des auteurs de l'attentat ; le café n'existe plus, mais une plaque rappelle cet épisode.

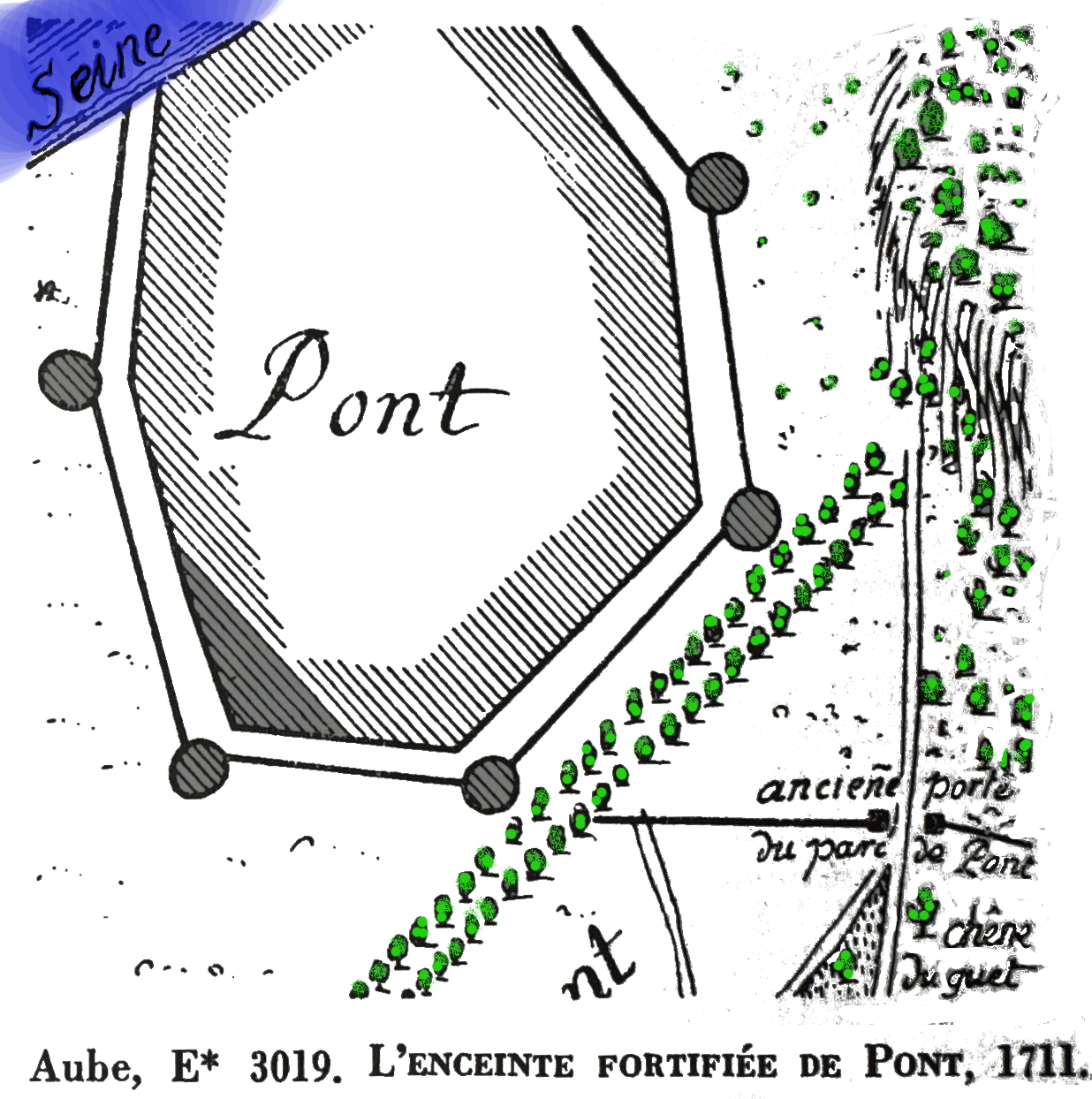
Représentation des remparts vers 1770.

### Institutions ecclésiastiques
Siège d'un doyenné rural, Pont avait deux paroisses et trois prieurés. Liste de doyens :
- 1192 : Jean,
- 1211 : Pierre,
- 1214 : Adam,
- 1226 : Herbert,
- 1236 : Étienne,
- 1237 : H...
- 1245 : O...
- 1258 : Thibaud,
- 1263 : Guillaume,
- 1564 : Sébastien Guesdon aussi curé de st-Loup et Ferreux,
- 1781 : Vinot curé de Barbuise,
- 1782 : Bertout,
- 1783 : Buzin curé de Forestière,
- 1785 : Brodard curé de Louan.

#### Paroisse Saint-Nicolas de la basse cour
Son siège était en l'église du prieuré de Notre-Dame.

#### Prieuré de Notre-Dame
En 804 est attesté un hôpital construit sur ordre de Alcuin sur un terrain donné par Charlemagne. Y fut construit un oratorium à Notre-Dame. En 865, l'abbé de Saint-Martin de Tours demandait et obtenait la soumission de l'hôpital à l'abbaye de Cormery puis passait à l'abbaye de Vauluisant en 1172, il était alors nommé comme prieuré. En 133_ il comptait treize moines. Prieurs :
- 1172 : Raoul,
- 1239 : Pierre clerc du roi, le même cité en 1279 ?
- 1299 : Guillaume,
- 1310 : Jean de la Roue,

...
- 1738 : Pierre de Rosset de Fleury,
- 1780 : André de Grimaudet de Motheux,
- 1783 : Louis Joseph de Laugier de Beaucouse,
- 1787 à 89 : Barat de Castelot.

#### Prieuré Saint-Jacques
Cité en 1250 comme ermitage, il se trouvait hors les murs de la ville. Il est cité comme appartenant au Val-des-Écoliers en 1499 et fut réuni à la mense conventuelle de la dite abbaye en 1725 et en 1770 il est cité comme ayant 27 arpents de bois et 1500 livres de revenu. Vendu comme bien national, il devient une ferme. Prieurs :
- 1402 : Robert l'Allemand,
- 1508 : Philippe de Bussi,
- 1607 : Raoul Favier,
- 1713 : Nicolas Favart,
- 1770 : Jean-Remi Thomas.

#### Prieuré Saint-Pierre
Il dépendait de l'abbaye de Montier-la-Celle au moins depuis la date de 1107. Il est cité au XVIe siècle comme se situant près des fossés de la ville et en 1631 comme n'étant plus qu'une masure. En 1761, le titre existait encore dans le pouillé du diocèse mais le siège était transféré en l'église Saint-Martin.

#### Filles de la Charité
Marie Bragelone fait une donation à l'Hôtel-Dieu de Pont pour qu'il y ait deux sœurs qui s'occupent des malades pauvres. Madame Bouthilier de Chavigny leur promet un logement en propre pour leur facilité; ces sœurs travaillent avec celle de l'apothicairerie et, s'il n'y a pas de malade à traiter, elles donnent des cours gratuits aux filles. L'hôpital fonctionne encore en 1846 et les bâtiments sont attribués aux Ursulines en 1873 et les soins donnés à domicile.

### Halles
Une halle seigneuriale est mentionnée en 1329, au début du XVIIe siècle elle était ruinée et fut remplacée par l'auditoire, la halle fut rebâtie ailleurs. Pont avait deux foires franches, les 24 août et 21 décembre ainsi qu'un marché chaque vendredi ; il y avait aussi la foire de la Nativité-de-la-Sainte-Vierge, le 8 septembre mais qui avait lieu sur le parvis du prieuré Notre-Dame.

### Poste
Pont avait une poste aux chevaux sur la route royale, mais celle-ci fut transférée en 1686 aux Trois-Maisons sur la commune d'Ocey.

## Politique et administration
La mairie contient un local pour les conseils municipaux au 1er étage; le bureau du maire est au rez-de-chaussée.
| Période                                  | Période   | Identité                 | Étiquette | Qualité  |
| ---------------------------------------- | --------- | ------------------------ | --------- | -------- |
| Les données manquantes sont à compléter. |           |                          |           |          |
| 1790                                     |           | Edme Dereims             |           |          |
| 1790                                     |           | Vincent Villain          |           |          |
| 1791                                     |           | Belot de Ferreux         |           |          |
| 1793                                     |           | Clément Trudon           |           |          |
| 1808                                     |           | Lambert Rivière          |           |          |
| 1814                                     |           | René-François Valliant   |           |          |
| 1815                                     |           | Clément Trudon           |           |          |
| 1817                                     |           | Lambert Rivière          |           |          |
| 1821                                     |           | Belot de Ferreux         |           | marquis  |
| 1822                                     |           | Lambert Rivière          |           |          |
| 1828                                     |           | Belot de Ferreux         |           |          |
| 1852                                     |           | Charles-Gaston Michaut   |           |          |
| 1864                                     |           | Louis Révial             |           |          |
| 1870                                     |           | Jules Alexandre Berthier |           |          |
| 1872                                     |           | Marc-Antoine Vivier      |           |          |
| 1894                                     | 1896      | Arthur Drouin            |           | Sellier  |
| 1896                                     | 1900      | Prosper Yver             |           | Rentier  |
| 1900                                     |           | Jules Viault             |           |          |
| années 70                                | années 80 | Irène Fanielle           | SE        |          |
| années 80                                | années 90 | Henri Choiselat          | SE        |          |
| années 90                                | mars 2001 | Fernande Champenois      | SE        |          |
| mars 2001                                | juin 2020 | Michel Cunin             | DVD       | Retraité |
| juin 2020                                | En cours  | Denis Desmares           |           |          |

Pont était le siège d'un canton du 29 janvier 1791 jusqu'en l'An IX.

## Population et société

### Démographie
L'évolution du nombre d'habitants est connue à travers les recensements de la population effectués dans la commune depuis 1793. Pour les communes de moins de 10 000 habitants, une enquête de recensement portant sur toute la population est réalisée tous les cinq ans, les populations de référence des années intermédiaires étant quant à elles estimées par interpolation ou extrapolation. Pour la commune, le premier recensement exhaustif entrant dans le cadre du nouveau dispositif a été réalisé en 2008.

En 2022, la commune comptait 1 117 habitants, en évolution de −3,79 % par rapport à 2016 (Aube : +0,7 %, France hors Mayotte : +2,11 %).
| 1793 | 1800 | 1806 | 1821 | 1831 | 1836 | 1841 | 1846 | 1851 |
| ---- | ---- | ---- | ---- | ---- | ---- | ---- | ---- | ---- |
| 970  | 888  | 941  | 756  | 870  | 906  | 850  | 907  | 931  |

| 1856 | 1861 | 1866 | 1872 | 1876 | 1881 | 1886 | 1891 | 1896 |
| ---- | ---- | ---- | ---- | ---- | ---- | ---- | ---- | ---- |
| 900  | 916  | 902  | 854  | 820  | 872  | 806  | 816  | 782  |

| 1901 | 1906 | 1911 | 1921 | 1926 | 1931 | 1936 | 1946 | 1954 |
| ---- | ---- | ---- | ---- | ---- | ---- | ---- | ---- | ---- |
| 756  | 714  | 678  | 698  | 787  | 781  | 732  | 723  | 739  |

| 1962 | 1968 | 1975 | 1982 | 1990 | 1999 | 2006 | 2008 | 2013  |
| ---- | ---- | ---- | ---- | ---- | ---- | ---- | ---- | ----- |
| 746  | 734  | 925  | 994  | 887  | 935  | 978  | 990  | 1 131 |

| 2018  | 2022  | - | - | - | - | - | - | - |
| ----- | ----- | - | - | - | - | - | - | - |
| 1 161 | 1 117 | - | - | - | - | - | - | - |

### Écoles
Henri Ier comte de Troyes attestait en 1173 l'existence d'une école à Pont, enseignement qui est encore attesté au XVIIe siècle et au XVIIIe siècle, l'enseignement pour les filles est assuré au XIXe siècle par les ursulines de Troyes.

### Sports
- Association de football féminin, créée en 2004 : équipe de football évoluant en catégorie « division d'honneur » de la ligue de Champagne-Ardenne.

L'association de football féminin de Pont-sur-Seine, propose aux jeunes filles dès l'âge de 6 ans la pratique de ce sport et enseigne les règles du football.

## Culture locale et patrimoine
La ville est le lieu d'action d'un fabliau de la seconde moitié du XIIIe siècle : "Du pescheor de Pont seur Saine" à caractère léger comme bon nombre de fabliaux, racontant comment un pêcheur dont la femme prétendait ne l'avoir épousé que pour sa gentillesse et sa courtoisie avait démontré que c'était aussi pour ses attributs masculins aux dimensions flatteuses. Texte original et en français moderne trouvable sur le net.

### Lieux et monuments
- Chapelle Casimir-Périer de Pont-sur-Seine.
- Chapelle du cimetière de Pont-sur-Seine.

#### L'église Saint-Martin
L'église Saint-Martin de Pont-sur-Seine est une église romane, dont subsistent la tour nord et le transept du XIIe siècle, agrandie au XVIe siècle. Elle est surmontée d'une flèche octogonale de style roman haute de 36 mètres qui contient deux cloches, l'une de 1648, l'autre de 1838. Les murs de l'église en pierre de pays sont enduits de mortier et de ciment.
L'entrée principale à l'ouest, sobre et sans décor, est une simple ouverture ogivale à deux tores flanquée de deux chapelles.
Le portail nord, de style gothique flamboyant, est richement décoré, surmonté d'un arc orné, dans la gorge, de feuilles et de figures du XVIe siècle, lui-même surmonté d'une archivolte appuyée sur des aiguilles. Sur le trumeau, on peut admirer une statue d'une sainte Pèlerine en costume Renaissance. En haut de l'accolade, une statue de sainte Catherine représente à ses pieds, suivant un épisode de la tradition chrétienne, un philosophe qu'elle a confondu. De part et d'autre de la statue sont placés saint Pierre et saint Paul. Au-dessus de la statue, un fronton sculpté est orné de têtes de dragons et de gargouilles.
À l'intérieur, l'église est entièrement revêtue d'un décor peint exécuté en 1636, sur commande de Claude Bouthillier de Chavigny, par Eustache Lesueur d'après des cartons de Philippe de Champaigne. Dans la nef principale, sont représentés : sur le mur nord, les prophètes de l'ancien Testament biblique Moïse, Jérémie et Isaïe ; sur le mur sud, les rois David et Salomon ainsi que le prophète Aggée. Le maître-autel, assorti d'un retable avec deux colonnes corinthiennes, est surmonté d'une Résurrection de Philippe de Champaigne. Derrière l'autel, cachée par une fausse porte, se trouve la châsse de saint Vital en bois de rose flanquée de seize colonnettes en ébène et ornée de dorures.

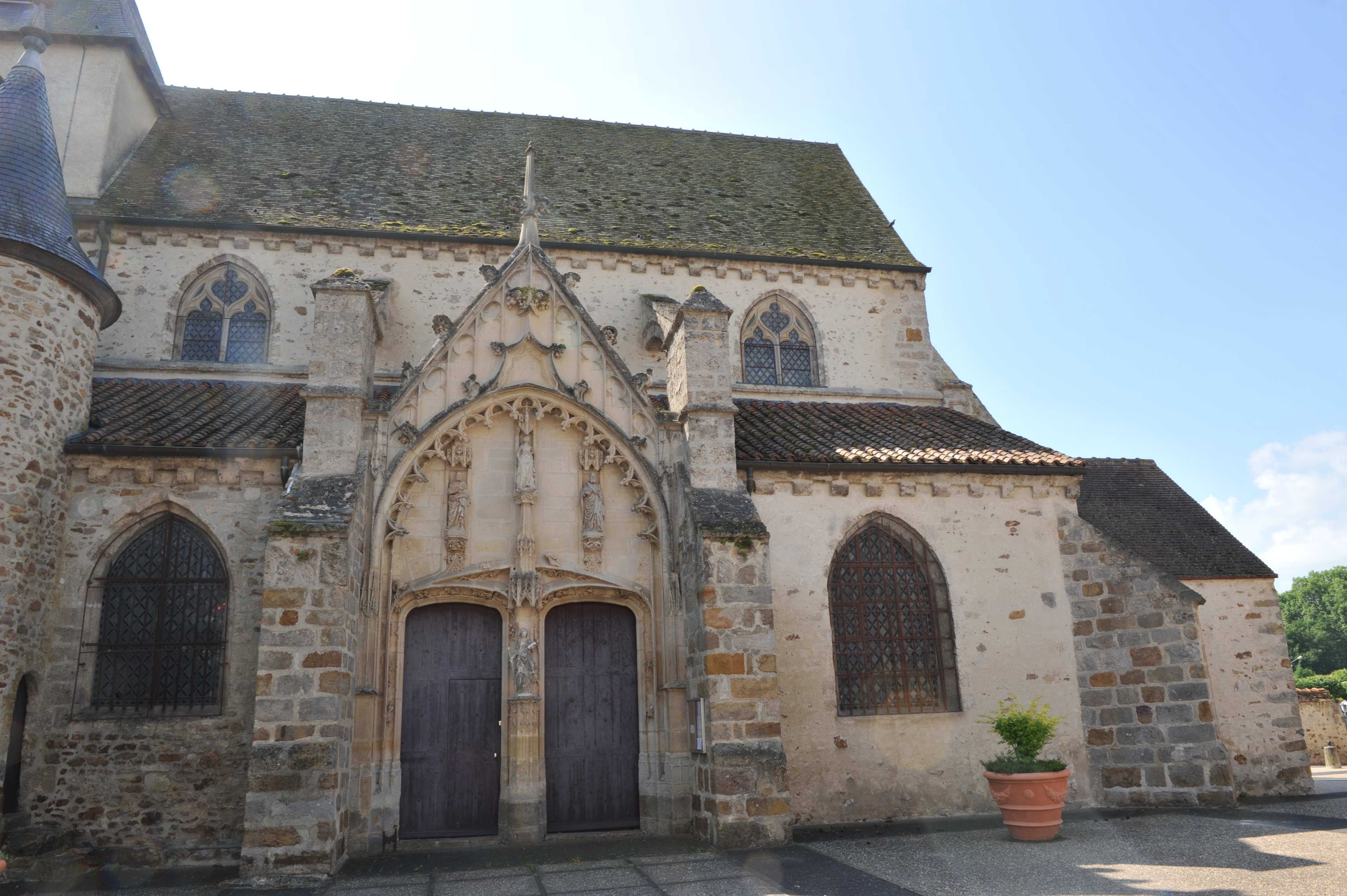
Église de Pont-sur-Seine, portail nord.
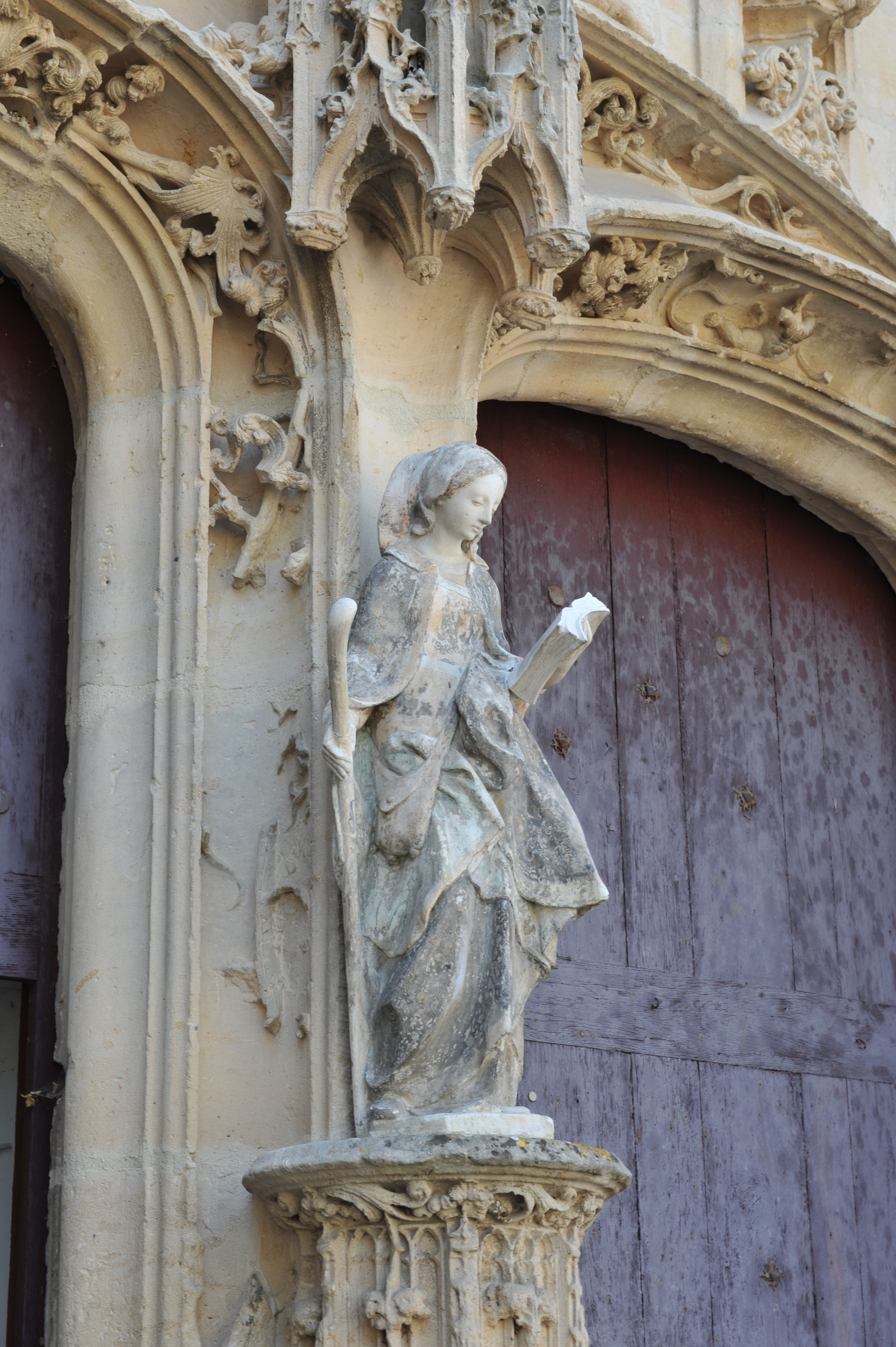
Église de Pont-sur-Seine, portail nord, détail.
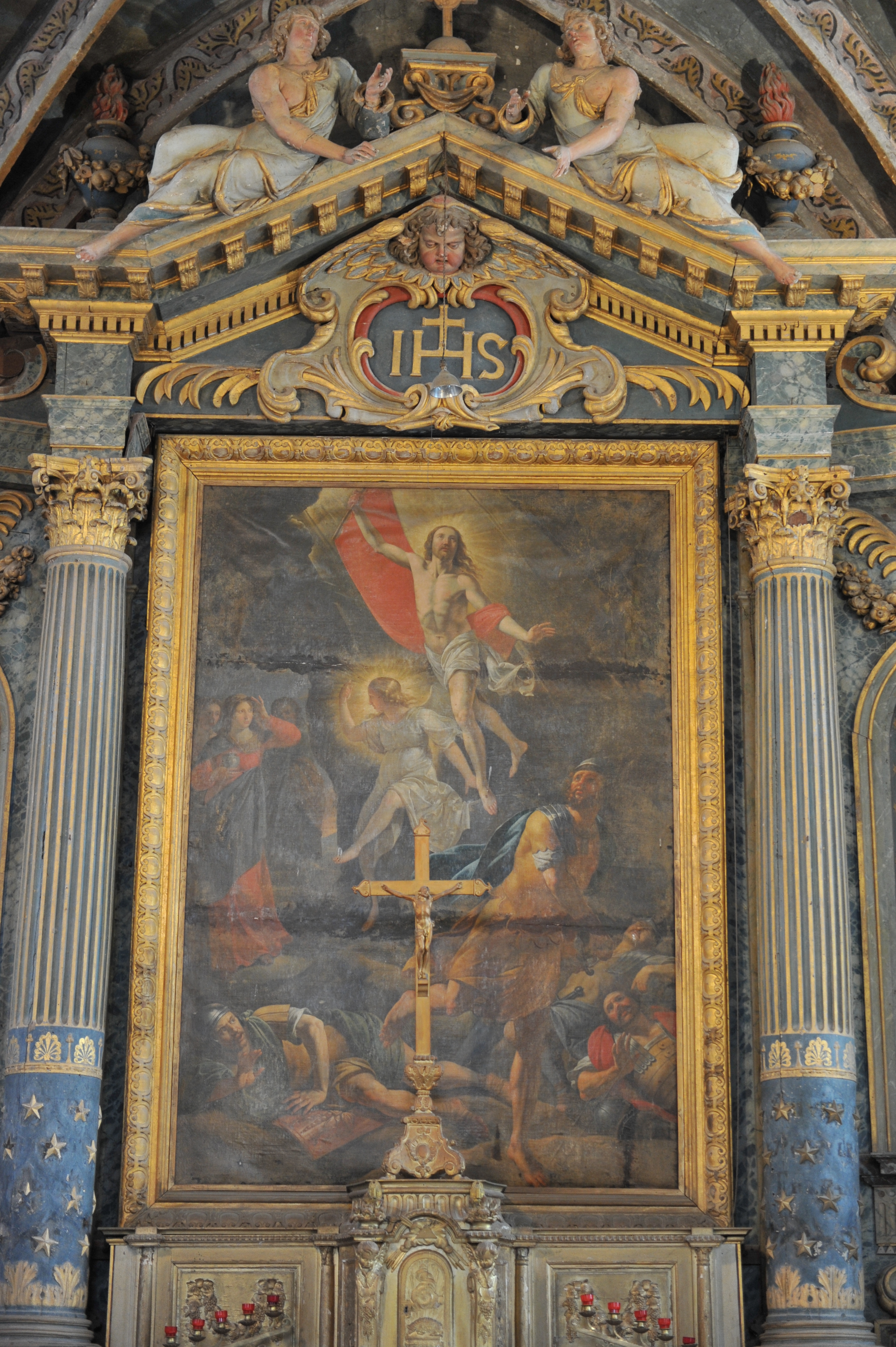
Résurrection au-dessus du maître autel.
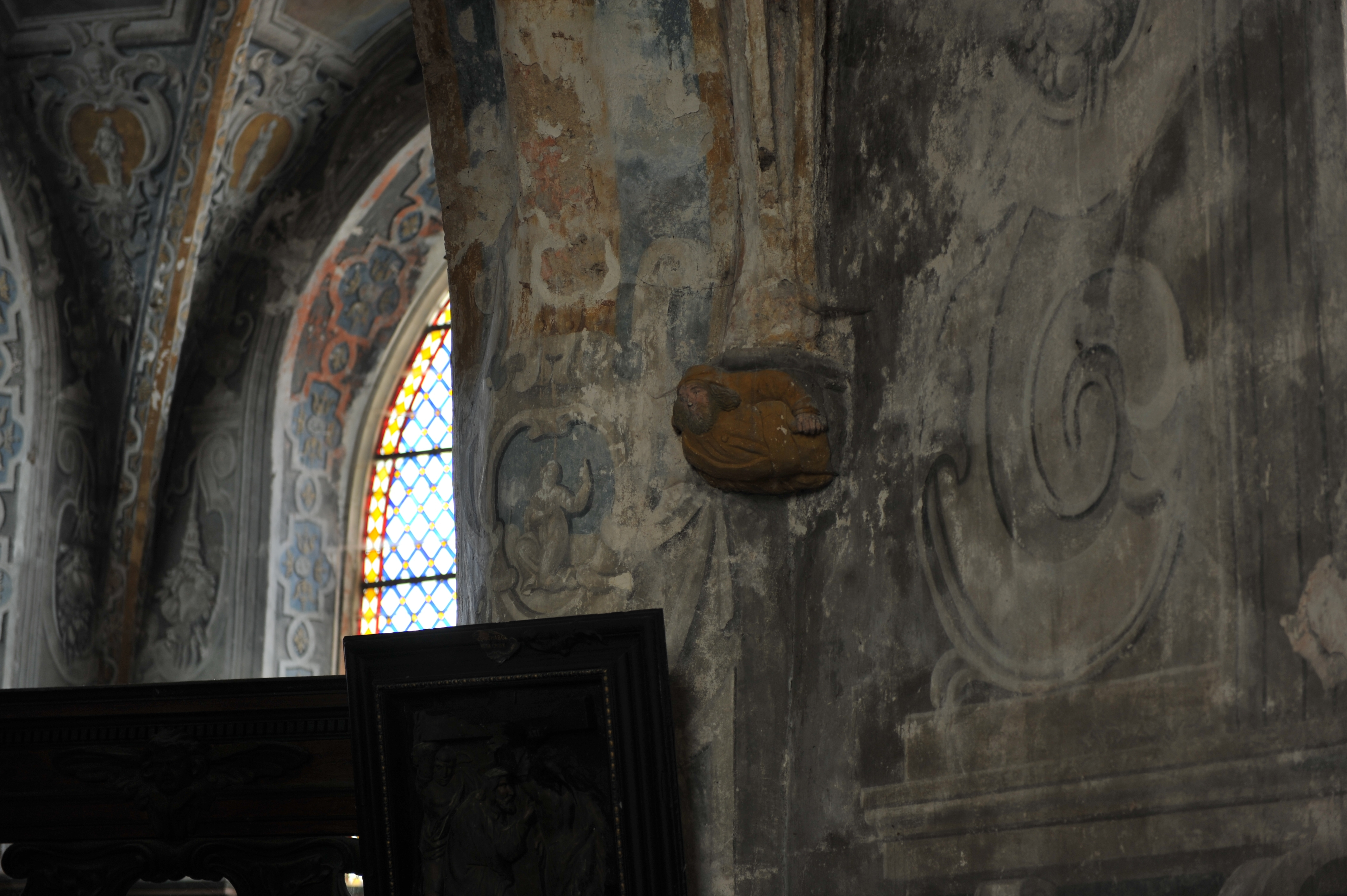
Bas d'arc de voûte : le bon patron.

#### Le château
Le premier château est celui que Claude Bouthillier de Chavigny, surintendant des finances de Louis XIII, ayant acheté la seigneurie de Pont, fit construire en 1632 sur les plans de l'architecte Pierre Le Muet.

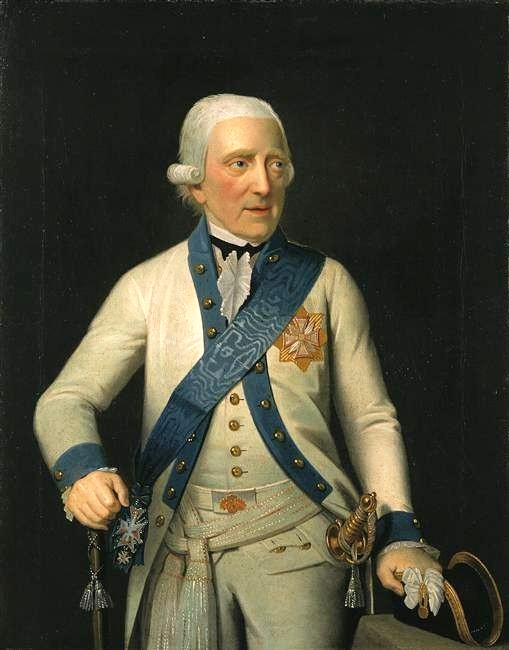
François-Xavier de Saxe.

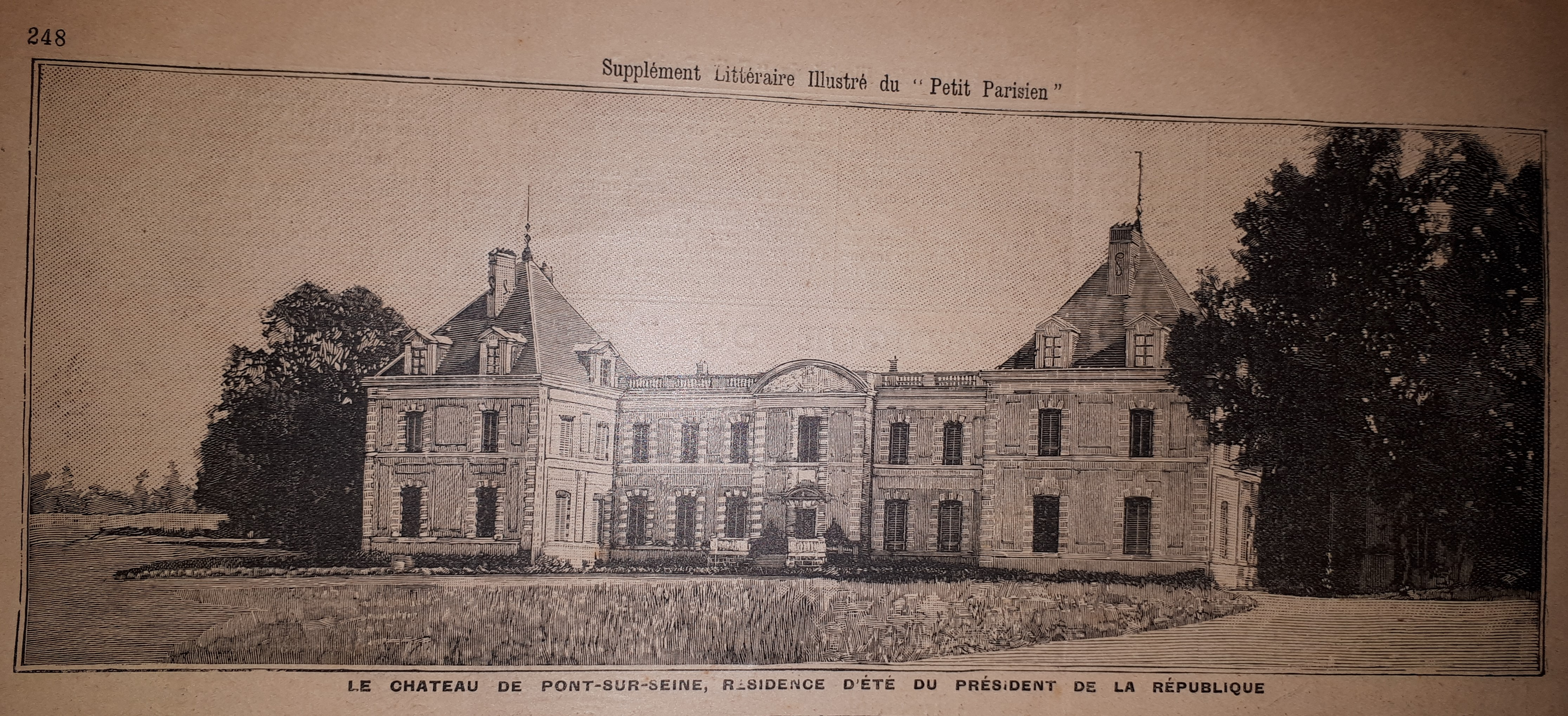
Le château de Pont-sur-Seine (Le Petit Parisien illustré, 1894)

Bonaparte offrit le château, qu'il avait connu et apprécié du temps du prince François-Xavier de Saxe, à sa mère, titrée Madame, Mère de l'Empereur, à l'avènement de l'Empire en mai 1804. Ce premier château est incendié en 1814 lors de la Campagne de France sur ordre du prince de Wurtemberg.
Le domaine entre dans le patrimoine de la Famille Casimir-Perier, banquiers engagés dans la politique de leur temps. En 1821, Casimir Perier, qui deviendra dix ans plus tard président du Conseil de Louis-Philippe Ier, fait reconstruire le château. Son petit-fils, Jean Casimir-Perier, sera un éphémère président de la République française en 1894-1895 ; il est enterré dans le cimetière de la commune. En 1980 la famille Perier vend le château.
Il y avait, à Pont, d'autres châteaux : 
- le plus ancien, cité au XIIIe siècle, est celui qui jouxtait l'église Saint-Nicolas ; il comportait une chapelle Saint-Blanchard,
- le château des Salles du domaine du roi, à trente cinq toises de la porte de la Halle aujourd'hui disparue.

### Le fief de Possesse
Il relevait de Romilly-sur-Seine, il est cité en 1390 et 1401 comme appartenant à Madame de Pocesse, épouse de Guy de Septainville.

### Le fief de Besançon
Il est cité en 1390 comme maison...le clox et les fossez, et des jardins autour avec cinq arpents de terre devant la porte à l'angle de la chaussée de Pont à Nogent avec celle allant à st-Aubin. En 1532 l'hôtel seigneurial avait un colombier maison estable grange clos de double murailles et double fossés. La maison aurait été détruite vers 1575 par Jérôme Agenoust et la seigneurie transféré en une maison à Pont dite maison de Trancault sise près la halle. Claude Le Bouthillier achetait Besançon en 1628 à Bernard Angenoust depuis Besançon est unie à la seigneurie de Pont.

## Personnalités liées à la commune

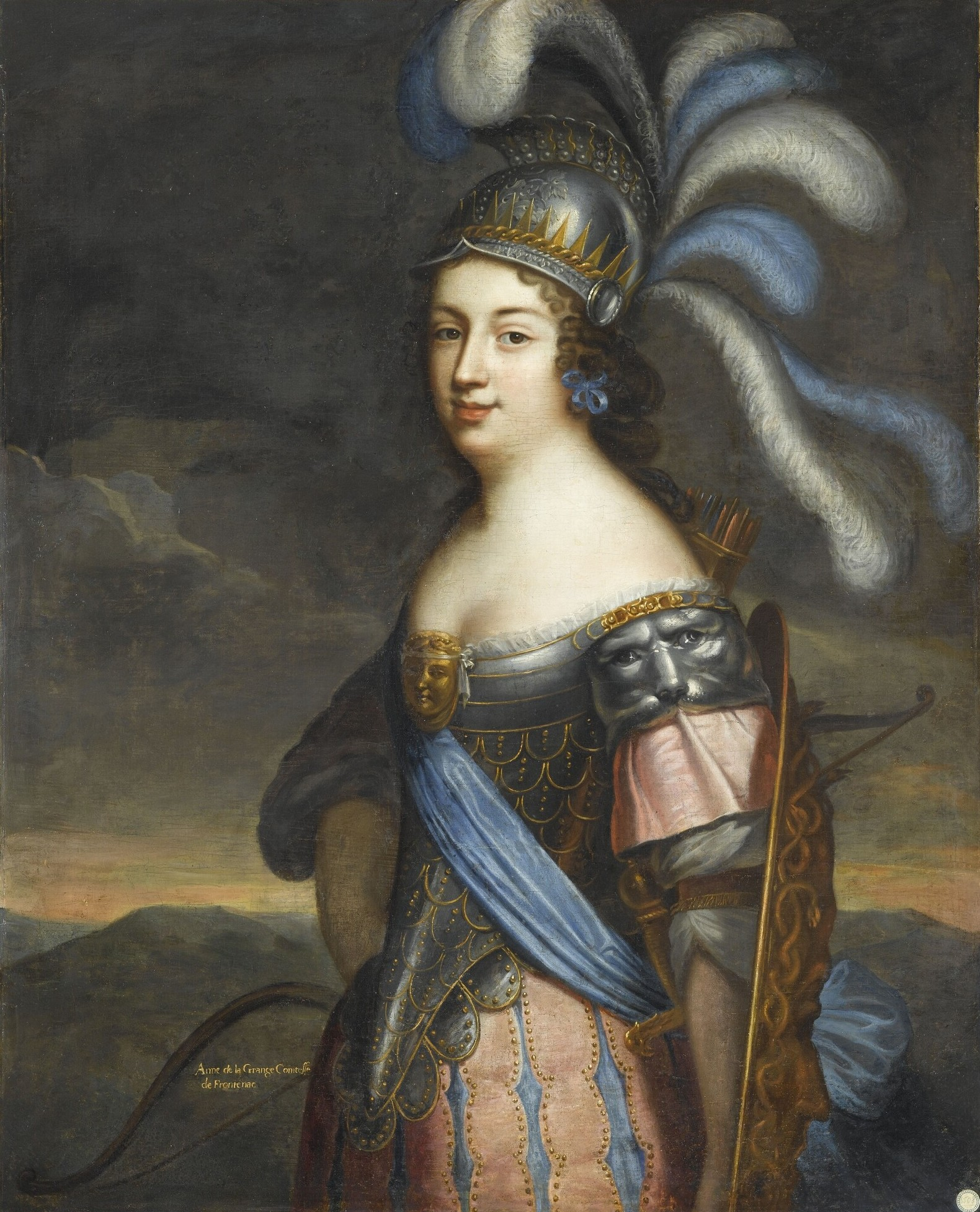
Anne de La Grange-Trianon, comtesse de Frontenac

- Anne de La Grange-Trianon (1632-1707) vécut sa jeunesse au château jusqu'à son mariage avec Louis de Buade de Frontenac en 1648. Elle y rencontra pour la première fois Mademoiselle de Montpensier dont elle sera la maréchale de camp pendant la Fronde des princes[37].
- François-Xavier de Saxe (1775-1791), fils d'un roi de Pologne et oncle de Louis XVI
- Letizia Bonaparte, mère de Napoléon Bonaparte, résida dans le château de Pont-sur-Seine de 1805 à 1813.
- Casimir Perier, Président du conseil (1831-1832)
- Auguste Casimir-Perier, ministre de l'Intérieur (1871-1873)
- Jean Casimir-Perier, président de la République (1894-1895)
- Léopold Justinard, militaire et berbérisant (1878-1959)

## Héraldique
| Blason de Pont-sur-Seine | Blason  | D'azur au pont d'une arche d'or, sur une rivière d'argent mouvant de la pointe, au chef d'azur chargé d'une bande d'argent côtoyée de deux doubles cotices potencées et contre-potencées d'or, à l'écusson d'argent à trois grils de sable, les poignées basses, brochant sur le tout. |
| Blason de Pont-sur-Seine | Détails | Adopté par la municipalité. |
| Blason de Pont-sur-Seine | Alias   | D'argent aux trois grils de sable. Anciennes armoiries du corps des officiers de l’Hôtel de ville de la cité (officiers de police). |

## Pour approfondir